# Jaroslava Pavlíčková
Jaroslava Pavlíčková provdaná Čejková (* 11. června 1959) je bývalá československá sportovní plavkyně.

## Sportovní kariéra
Se závodním plaváním začínala v 8 letech v bazénu hotelu AXA v plaveckém oddíle Rudá hvězda. Od svých 10 let se připravovala vrcholově (dvoufázově) pod vedením Ladislava Špitálníka a Mileny Zachové . Děnně plavala až 6 hodin. Svůj sport popisovala jako dřinu, u které je nejdůležitější trpělivost a soustředění. To pilovala háčkováním a pletením. Trenérka Zachová v ní viděla českou Kornelii Enderovou – vysoká, ramenatá, dlouhé ruce nohy. Specializovala se na krátké sprinty kraulem a motýlkem. Byla známá šestikopovou technikou.
Mezi československou plaveckou špičku pronikla v roce 1973 ve 14 letech. V únoru 1974 překonala v Českých Budějovicích na 100 m volný způsob letitý československý rekord 1:01,7 (1968) rekordwoman Oľgy Kozičové časem 1:01,0. a v dubnu na mezistátním utkání s Nizozemskem ubrala ze svého rekordu dalších pět desetin na 1:00,5. Na srpnovém mistrovství Evropy ve Vídni útočila na 100 m volný způsob časem 1:00,62 na svůj osobní rekord, ale do osmičlenného finále potřebovala čas po 60 vteřin. Se štafetou 4×100 m obsadila v rozplavbách v československém rekordu 4:07,42 první nepostupové místo do osmičlenného finále.
V roce 1975 se očekávalo, že jako první žena z Československa zaplave 100 m pod 60 vteřin. V zimní sezóně zaplavala slibných 1:00,7, ale v letních měsících jí trápily blíže nespecifikované zdravotní problémy. V srpnu na mistrovství republiky jí československý rekord vzala Olga Chlupová časem 1:00,4.
V olympijském roce 1976 se výrazně zlepšila v motýlku. Zpestření tréninku jí prospělo. V dubnu si na závodech v britském Leedsu vzala zpátky československý rekord na 100 m volný způsob. Časem 1:00,19 byla už jen kousek od vytoužené hranice 60 vteřin. O primát jí však koncem června připravila Helena Hladká, která zaplavala čas 59,8. Pod 60 vteřin se dostala i ona za dva týdny v červenci na mistrovství republiky. Časem 59,9 získala mistrovství titul na 100 m volný způsob a úspěšné mistrovství zakončila druhým titulem na 100 m motýlem v novém československém rekordu 1:06,1. K nominaci na olympijské hry v Montréalu jí však tyto výkony nestačily. Na 100 m volný způsob potřebovala plavat stabilně pod 59 vteřin a na 100 m motýlek pod 63 vteřin.
Sportovní kariéru ukončila v roce 1977. Vdala se za gottwaldovského plavce Vílema Čejku, se kterým měla dvě děti.